# Tetragonia
- Commons
- Wikispecies

Tetragonia L. é um género botânico pertencente à família Aizoaceae.

## Sinonímia
| - Anisostigma Schinz - Demidovia Pall. | - Ludolfia Adans. - Tetragonella Miq. |

## Espécies
- Tetragonia arbuscula Fenzl
- Tetragonia echinata Aiton
- Tetragonia fruticosa L.
- Tetragonia hirsuta L.f.
- Tetragonia tetragonoides (Pall.) Kuntze :(sin. : Tetragonia expansa Murray)
- Lista completa

## Classificação do gênero
| Sistema | Classificação                       | Referência               |
| ------- | ----------------------------------- | ------------------------ |
| Linné   | Classe Icosandria, ordem Pentagynia | Species plantarum (1753) |